# 米倫湖 (前波美拉尼亞-格賴夫斯瓦爾德縣)
53°23′13″N 14°21′31″E / 53.38694°N 14.35861°E
米倫湖（德語：Mühlensee），是德國的湖泊，位於該國東北部，由梅克倫堡-前波美拉尼亞州負責管轄，處於前波美拉尼亞-格賴夫斯瓦爾德縣，長0.2公里、寬0.1公里，面積0.01平方公里，海拔高度24.8米，最大水深2.7米。